# 47-мм противотанковая пушка P.U.V. vz. 36
47-мм противотанковая пушка P.U.V. vz. 36 — чехословацкая противотанковая пушка, разработанная фирмой «Шкода» и применявшаяся до конца Второй мировой войны.

## Разработка и производство
Пушка была разработана в 1935—1936 годах на заводе «Шкода» под заводским наименованием Škoda А.6 на основе конструкции 37-мм противотанковой пушки обр. 1934 года. Уже в 1936 году началось серийное производство.
По состоянию на 1936 год, орудие являлось одним из самых мощных противотанковых орудий в мире.
До немецкой оккупации Чехословакии в марте 1939 года было выпущено 775 пушек. Большая их часть досталась немцам.
После оккупации Чехословакии, Германия приняла орудие на вооружение под наименованием 4.7cm PaK (t) и продолжала производство пушки. До поступления на вооружение противотанковой пушки Pak 38, орудие было наиболее мощным противотанковым средством вермахта, совсем немного уступая последней по бронепробиваемости. Пушка стояла на вооружении противотанковых подразделений пехотных частей вермахта.
| Производство пушек: |      |      |      |      |       |
| год                 | 1939 | 1940 | 1941 | 1942 | Всего |
| 4,7cm Pak К. 36(t)* | 200  | 73   | -    | -    | 273   |
| 4,7cm Pak (t)       | -    | 95   | 51   | 68   | 214   |
| Итого               | 200  | 168  | 51   | 68   | 487   |

* вариант пушки для установки в капониры; использовались в укреплённых районах
В 1941 году для повышения бронепробиваемости орудия немцы ввели в боекомплект бронебойный подкалиберный снаряд образца 1940 года PzGr 40 с сердечником из карбида вольфрама. С началом поставок Pak 38 пушка не была вытеснена из пехотных частей, оставаясь довольно распространённой. В связи с чем было налажено и массовое производство снарядов для данного орудия. Лишь с начала 1943 году чехословацкая пушка начала постепенно заменяться новой противотанковой пушкой Pak 40.
| Выпуск 47-мм выстрелов:    |       |       |       |       |       |        |
| год                        | 1939  | 1940  | 1941  | 1942  | 1943  | Всего  |
| число выстрелов (тыс. шт.) | 214,8 | 358,2 | 387,5 | 441,5 | 229,9 | 1631,9 |

### Противотанковые САУ
Высокая мобильность танковых и моторизованных частей не позволяла использовать орудие в их противотанковых подразделениях. С марта 1940 года чехословацкую пушку начали устанавливать на шасси немецкого лёгкого танка Pz.KPfw.I, что привело к созданию первой в мире серийной противотанковой установке Panzerjäger I. Всего до февраля 1941 года изготовили 202 машины.
С мая 1941 года чехословацкие орудия стали устанавливать на французские трофейные лёгкие танки R 35, получив новую САУ — Panzerjäger 35R и изготовив до октября 1941 года 174 установки.

## Описание
Орудие представляло собой ствол орудия с дульным тормозом, установленный на колёсную станину с подрессоренным ходом, позволявшим буксировать орудие механизированными тягачами. Сами колёса сначала были деревянными со спицами, позже металлические с резиновыми шинами. Затвор пушки был клиновым, полуавтоматическим. Орудие оснащалось гидравлическим тормозом отката, с пружинным накатником. При транспортировке ствол разворачивался на 180° и крепился к станинам. Станины при необходимости можно было сложить, для уменьшения габаритов.

## Боеприпасы
В боекомплект пушки входили унитарные выстрелы с осколочным и бронебойным снарядами, к которым в 1941 году добавился немецкий подкалиберный снаряд PzGr 40.
Штатный чешский снаряд имел эффективную дальность стрельбы в 1500 метров. По нормали снаряд пробивал 55 мм броню на расстоянии 1000 метров.
Немецкий подкалиберный имел эффективную дальность всего 500 метров.
| Тип снаряда   | Вес снаряда, кг | Вес заряда, г | Вес патрона, кг | Длина патрона, мм | Длина гильзы, мм | Нач. скорость, м/с |
| ------------- | --------------- | ------------- | --------------- | ----------------- | ---------------- | ------------------ |
| Бронебойный   | 1,65            | 444           | 3,13            | 510               | 408              | 775                |
| Осколочный    | 2,3             | 253           | 2,8             | 572               | 408              | 650                |
| Подкалиберный | 0,8             | -             | 2,5             |                   | 408              | 1080               |

| Range            | Угол контакта 0° |
| ---------------- | ---------------- |
| 100 м (110 yd)   | 87 мм (3,4 ″)    |
| 500 м (550 yd)   | 69 мм (2,7 ″)    |
| 1000 м (1100 yd) | 52 мм (2,0 ″)    |
| 1500 м (1600 yd) | 39 мм (1,5 ″)    |

## Страны-эксплуатанты
- Чехословакия — на вооружении армии Чехословакии (вплоть до немецкой оккупации Чехословакии в марте 1939 года)[1]
- Югославия[1] — в 1937—1938 годах партия орудий была продана в Югославию. После оккупации Югославии в апреле 1941 года трофейные орудия использовались в вермахте под наименованием Pak 179(j)
- нацистская Германия — первые орудия оказались в распоряжении вермахта после аннексии Судетской области, но основная часть орудий поступила на вооружение после немецкой оккупации Чехословакии в марте 1939 года. Орудия использовались до 1945 года[1]